# 王湘嵐
王湘嵐（1987年8月31日—）為台灣的棒球選手之一，曾效力於中華職棒Lamigo桃猿，守備位置為外野手，2009年加入中華職棒，2013年8月31日申請任意引退獲球團同意，聯盟於09月1日公告生效。

## 經歷
- 嘉義市垂楊國小少棒隊
- 嘉義市大業國中青少棒隊
- 台北縣穀保家商青棒隊
- 桃園縣國立體育大學棒球隊（台灣啤酒）
- 中華職棒代訓藍隊借將（2006年）
- 桃園縣國立台灣體育大學桃園校區棒球隊（台灣啤酒）
- 中華職棒La New熊隊代訓球員（2010年1月－11月）
- 中華職棒La New熊隊（2010年11月11日－2011年1月5日）
- 中華職棒Lamigo桃猿（2011年1月6日－2013年8月31日）

## 職棒生涯成績
| 年度   | 球隊       | 出賽 | 打數 | 安打 | 全壘打 | 打點 | 盜壘 | 四死 | 三振 | 壘打數 | 雙殺打 | 打擊率 |
| ------ | ---------- | ---- | ---- | ---- | ------ | ---- | ---- | ---- | ---- | ------ | ------ | ------ |
| 2011年 | Lamigo桃猿 | 7    | 14   | 1    | 0      | 1    | 0    | 0    | 6    | 2      | 0      | 0.071  |
| 2013年 | Lamigo桃猿 | 2    | 3    | 0    | 0      | 0    | 0    | 0    | 1    | 0      | 0      | 0.000  |
| 合計   | 2年        | 9    | 17   | 1    | 0      | 1    | 0    | 0    | 7    | 2      | 0      | 0.059  |

## 爭議
- 2022年7月2日凌晨2時許，因右轉未打方向燈遭警方攔查，被聞出酒味後隨即檢測酒測值0.52毫克，被依公共危險罪移送法辦。[2]

## 外部連結
- 王湘嵐在台灣棒球維基館上的頁面（繁體中文）
- 球員資訊和成績在中華職棒官網（中文）